# Corydalis minutiflora
Corydalis minutiflora är en vallmoväxtart som beskrevs av Cheng Yih Wu. Corydalis minutiflora ingår i släktet nunneörter, och familjen vallmoväxter. Inga underarter finns listade i Catalogue of Life.